# Ostiako-Wogulski Okręg Narodowościowy
Ostiako-Wogulski Okręg Narodowościowy (ros. Остяко-Вогульский национальный округ) – autonomiczna jednostka podziału administracyjnego ZSRR w ramach Rosyjskiej Federacyjnej Socjalistycznej Republiki Radzieckiej, utworzona 10 grudnia 1930 r. 
Utworzenie Ostiako-Wogulskiego Okręgu Narodowościowego miało na celu przyznanie ograniczonej autonomii autochtonicznym ludom zachodniej Syberii – Ostiakom (Chantom) i Wogułom (Mansom), i, podobnie jak utworzenie 7 innych okręgów, było elementem polityki tzw. korienizacji – przyznawania uprawnień nierosyjskim narodom, zamieszkującym Rosję, dawniej gnębionym i wynaradawianym przez carat. 
Ponieważ nazwa Okręgu: Ostiako-Wogulski pochodziła od rosyjskich nazw obu narodów, w 1940 r. okręg został przemianowany na  Chanty-Mansyjski Okręg Narodowościowy, która to nazwa zawiera w sobie pochodzące z ojczystych języków obu narodów nazwy Chantów i Mansów. Nazwa ta, w której w 1977 r. słowo „Narodowościowy” zastąpiono wyrazem „Autonomiczny”, a która w 2003 r. została uzupełniona o słowo „Jugra”, obowiązuje do dziś.
Stolicą okręgu było miasto Ostiako-Wogulsk, założone w 1930 r., którego nazwę w 1940 r. zmieniono wraz ze zmianą nazwy okręgu i odtąd nosi ono miano Chanty-Mansyjsk. 
Używana niekiedy na określenie okręgu nazwa Ostiako-Wogulski Okręg Narodowościowy nigdy nie obowiązywała. Położone w Związku Radzieckim okręgi narodowościowe zostały przemianowane na okręgi autonomiczne w 1977 r., to jest długo po zastąpieniu nazwy „Ostiako-Wogulski” nazwą „Chanty-Mansyjski”.
Szczegółowe informacje dotyczące położenia, funkcjonowania i mieszkańców Ostiako-Wogulskiego Okręgu Narodowościowego znajdują się w opisie Chanty-Mansyjskiego Okręgu Autonomicznego – Jugry.